# Svarteborgs landskommun
Svarteborgs landskommun var en tidigare kommun i dåvarande Göteborgs och Bohus län.

## Administrativ historik
Den inrättades ursprungligen i Svarteborgs socken i Tunge härad i landskapet Bohuslän när 1862 års kommunalförordningar trädde i kraft. 
Vid kommunreformen 1952 bildade den storkommun tillsammans med Bärfendals landskommun.
Sedan 1974 ingår området i Munkedals kommun.
Kommunkoden 1952–74 var 1431.

### Kyrklig tillhörighet
I kyrkligt hänseende tillhörde kommunen Svarteborgs församling. Den 1 januari 1952 tillkom Bärfendals församling.

## Geografi
Svarteborgs landskommun omfattade den 1 januari 1952 en areal av 162,31 km², varav 155,24 km² land.

### Tätorter i kommunen 1960
| Tätort        | Folkmängd |
| ------------- | --------- |
| Dingle        | 606       |
| Hällevadsholm | 506       |

Tätortsgraden i kommunen var den 1 november 1960 37,3 procent.

## Politik

### Mandatfördelning i valen 1938–1970
| 7 |  | 2 | 4 | 5 | 6 |

| 24 |

| 7 |  | 2 | 5 | 5 | 5 |

| 24 |

| 7 | 2 | 6 | 7 | 3 |

| 22 |

| 8 |  | 8 | 9 | 4 |

| 28 |

| 8 | 2 | 8 | 8 | 4 |

| 30 |

| 9 | 2 | 8 | 6 | 5 |

| 30 |

| 10 | 2 | 8 | 6 | 4 |

| 29 |

| 8 | 2 | 9 | 6 |  | 4 |

| 28 |

| 8 | 3 | 10 | 6 | 4 |

| 26 | 5 |